# Cádiz
 Ikke at forveksle med Cádiz (provins).
Cádiz er en havneby i Andalusien i kongeriget Spanien og hovedstad i provinsen af samme navn. Den har et indbyggertal på 110.914 (2024) indbyggere.

## Historie
Byen blev grundlagt ca. år 1100 f.Kr. som Gadir af fønikerne. De drev handel med Tartessos, en bystat, som skal have ligget nær mundingen af Guadalquivir, ca. 30 km nord for Cádiz. Grundlæggelsen tidsfæstes af den romerske historiker Velleius Paterculus til "80 år efter den trojanske krig".  Arkæologiske fund har man dog kun fra ca. 750 f.Kr.
Cádiz fungerede som base for vikingeflåder efter 844, da de første togter til Spanien fandt sted. Da Olav den Hellige var der, stod de fønikiske fyrtårne (Herkulessøjlerne) der stadig. Sagaerne fortæller, at Olav under sit ophold drømte, at en mand kom og befalede ham at rejse hjem til Norge og kræve kongemagt der. Noget kan der være om historien, for på toppen af det ene fyrtårn stod der en gigantisk mandsfigur med ansigtet vendt mod nordvest. 
Da de store europæiske opdagelsesrejser begyndte i det 15. århundrede, blev Cádiz en af Spaniens vigtigste byer. To af Columbus' rejser begyndte herfra.
Under Napoleonskrigene var det meste af Spanien under Napoleons kontrol, mens Cádiz beskyttet af den engelske flåde blev sæde for den spanske nationalregering. Den liberale grundlov af 1812 blev udråbt her. Efter at kong Ferdinand 7. havde genvundet magten, fornægtede han grundloven og genoprettede enevælden. I 1820 gjorde Cádiz oprør, og under den følgende borgerkrig blev kongen fanget og fængslet i byen. Med de europæiske regeringers velsignelse trådte en fransk hær ind i 1823 og knuste oprøret.
Et oprør i 1868 ledte til dronning Isabella 2.s fald.
Cádiz er rig på seværdigheder.